# Giuseppe (Tobiade)
Giuseppe in latino Iosephus, in greco antico: Ἰώσηπος , in ebraico יוֹסֵף‎? (Ficola, III secolo a.C. – Gerusalemme, 198 a.C.) è stato un nobile ebreo antico appartenente alla famiglia dei Tobiadi signori della Ammonitide, sostenitore della Dinastia tolemaica, per conto della quale fu esattore delle tasse per la Siria e la Fenicia.

## Biografia
La biografia di Giuseppe è nota soprattutto attraverso il libro XII delle Antichità giudaiche di Flavio Giuseppe . Giuseppe era figlio di Tobia e della sorella del sommo sacerdote Onia II. Quando Onia II non versò  il tributo di venti talenti di argento al sovrano egizio (probabilmente Tolomeo III Evergete), costui inviò a Gerusalemme un'ambasceria, guidata da Atenione, richiedendo il tributo e minacciando l'esproprio delle terre dei Giudei in caso di inadempienza. Poiché Onia II non intendeva pagare, Giuseppe, il quale «ancora giovane per età, ma di grande reputazione per la sua dignità e preveggenza, godeva tra gli abitanti di Gerusalemme di considerazione», chiese a Onia il permesso di recarsi in Egitto in qualità di ambasciatore.
Recatosi ad Alessandria, grazie a un prestito concessogli da finanziatori samaritani, Giuseppe seppe conquistare la benevolenza e del sovrano egizio; ottenne dal sovrano la carica di "capo del popolo", che era così separata dalla dignità sommo sacerdotale e vinse inoltre la gara per l'appalto dei diritti di riscossione delle tasse in Celesiria, Fenicia, Giudea e Samaria. Tolomeo gli diede una forza di duemila soldati e Giuseppe non si ebbe scrupoli nell'usare la massima severità nella riscossione delle tasse; per esempio, ad Ascalona e a Scitopoli, città che avevano rifiutato di versargli i tributi, mise a morte gli uomini più importanti e confiscò le loro proprietà . 
Nei ventidue anni che mantenne l'incarico Giuseppe accumulò grandi ricchezze; in quel periodo «da una sola moglie, diventò padre di sette figli, ed ebbe ancora un figlio, al quale diede nome Ircano dalla figlia di suo fratello Solimio». Dopo la morte di Giuseppe, sorsero dei dissidi fra i suoi figli: mentre Ircano rimase fedele alla dinastia tolemaica, la maggior parte dei suoi fratellastri prese le parti dei nuovi signori seleucidi.

## Albero genealogico degli Oniadi e dei Tobiadi
|          |          |          |          |          |          |  |  |           |           |           |           |           |           |          |          |          |          |         |         | Jaddo    |          |          |          |          |          |          |          |          |          |        |        |         |         |         |         |             |             |             |             |             |             |  |  |  |  |  |  |  |  |  |  |
|          |          |          |          |          |          |  |  |           |           |           |           |           |           |          |          |          |          |         |         |          |          |          |          |          |          |          |          |          |          |        |        |         |         |         |         |             |             |             |             |             |             |  |  |  |  |  |  |  |  |  |  |
|          |          |          |          |          |          |  |  |           |           |           |           |           |           |          |          |          |          |         |         |          |          |          |          |          |          |          |          |          |          |        |        |         |         |         |         |             |             |             |             |             |             |  |  |  |  |  |  |  |  |  |  |
|          |          |          |          |          |          |  |  |           |           |           |           |           |           |          |          | Onia I   | Onia I   | Onia I  | Onia I  | Onia I   | Onia I   |          |          | Manasse  | Manasse  | Manasse  | Manasse  | Manasse  | Manasse  |        |        |         |         |         |         |             |             |             |             |             |             |  |  |  |  |  |  |  |  |  |  |
|          |          |          |          |          |          |  |  |           |           |           |           |           |           |          |          | Onia I   | Onia I   | Onia I  | Onia I  | Onia I   | Onia I   |          |          | Manasse  | Manasse  | Manasse  | Manasse  | Manasse  | Manasse  |        |        |         |         |         |         |             |             |             |             |             |             |  |  |  |  |  |  |  |  |  |  |
|          |          |          |          |          |          |  |  |           |           |           |           |           |           |          |          |          |          |         |         |          |          |          |          |          |          |          |          |          |          |        |        |         |         |         |         |             |             |             |             |             |             |  |  |  |  |  |  |  |  |  |  |
|          |          |          |          |          |          |  |  |           |           |           |           | Simone I  | Simone I  | Simone I | Simone I | Simone I | Simone I |         |         | Eleazaro | Eleazaro | Eleazaro | Eleazaro | Eleazaro | Eleazaro |          |          |          |          |        |        |         |         |         |         |             |             |             |             |             |             |  |  |  |  |  |  |  |  |  |  |
|          |          |          |          |          |          |  |  |           |           |           |           | Simone I  | Simone I  | Simone I | Simone I | Simone I | Simone I |         |         | Eleazaro | Eleazaro | Eleazaro | Eleazaro | Eleazaro | Eleazaro |          |          |          |          |        |        |         |         |         |         |             |             |             |             |             |             |  |  |  |  |  |  |  |  |  |  |
|          |          |          |          |          |          |  |  |           |           |           |           |           |           |          |          |          |          |         |         |          |          |          |          |          |          |          |          |          |          |        |        |         |         |         |         |             |             |             |             |             |             |  |  |  |  |  |  |  |  |  |  |
|          |          |          |          |          |          |  |  | Onia II   | Onia II   | Onia II   | Onia II   | Onia II   | Onia II   |          |          |          |          |         |         | figlia   | figlia   | figlia   | figlia   | figlia   | figlia   |          |          | Tobia    | Tobia    | Tobia  | Tobia  | Tobia   | Tobia   |         |         | sconosciuta | sconosciuta | sconosciuta | sconosciuta | sconosciuta | sconosciuta |  |  |  |  |  |  |  |  |  |  |
|          |          |          |          |          |          |  |  | Onia II   | Onia II   | Onia II   | Onia II   | Onia II   | Onia II   |          |          |          |          |         |         | figlia   | figlia   | figlia   | figlia   | figlia   | figlia   |          |          | Tobia    | Tobia    | Tobia  | Tobia  | Tobia   | Tobia   |         |         | sconosciuta | sconosciuta | sconosciuta | sconosciuta | sconosciuta | sconosciuta |  |  |  |  |  |  |  |  |  |  |
|          |          |          |          |          |          |  |  |           |           |           |           |           |           |          |          |          |          |         |         |          |          |          |          |          |          |          |          |          |          |        |        |         |         |         |         |             |             |             |             |             |             |  |  |  |  |  |  |  |  |  |  |
|          |          |          |          |          |          |  |  | Simone II | Simone II | Simone II | Simone II | Simone II | Simone II |          |          |          |          |         |         |          |          |          |          |          |          |          |          |          |          |        |        | Solimio | Solimio | Solimio | Solimio | Solimio     | Solimio     |             |             |             |             |  |  |  |  |  |  |  |  |  |  |
|          |          |          |          |          |          |  |  | Simone II | Simone II | Simone II | Simone II | Simone II | Simone II |          |          |          |          |         |         |          |          |          |          |          |          |          |          |          |          |        |        | Solimio | Solimio | Solimio | Solimio | Solimio     | Solimio     |             |             |             |             |  |  |  |  |  |  |  |  |  |  |
|          |          |          |          |          |          |  |  |           |           |           |           |           |           |          |          |          |          |         |         |          |          |          |          |          |          |          |          |          |          |        |        |         |         |         |         |             |             |             |             |             |             |  |  |  |  |  |  |  |  |  |  |
| Onia III | Onia III | Onia III | Onia III | Onia III | Onia III |  |  | Giasone   | Giasone   | Giasone   | Giasone   | Giasone   | Giasone   |          |          | Menelao  | Menelao  | Menelao | Menelao | Menelao  | Menelao  |          |          | Giuseppe | Giuseppe | Giuseppe | Giuseppe | Giuseppe | Giuseppe |        |        | figlia  | figlia  | figlia  | figlia  | figlia      | figlia      |             |             |             |             |  |  |  |  |  |  |  |  |  |  |
| Onia III | Onia III | Onia III | Onia III | Onia III | Onia III |  |  | Giasone   | Giasone   | Giasone   | Giasone   | Giasone   | Giasone   |          |          | Menelao  | Menelao  | Menelao | Menelao | Menelao  | Menelao  |          |          | Giuseppe | Giuseppe | Giuseppe | Giuseppe | Giuseppe | Giuseppe |        |        | figlia  | figlia  | figlia  | figlia  | figlia      | figlia      |             |             |             |             |  |  |  |  |  |  |  |  |  |  |
|          |          |          |          |          |          |  |  |           |           |           |           |           |           |          |          |          |          |         |         |          |          |          |          |          |          |          |          |          |          |        |        |         |         |         |         |             |             |             |             |             |             |  |  |  |  |  |  |  |  |  |  |
| Onia IV  | Onia IV  | Onia IV  | Onia IV  | Onia IV  | Onia IV  |  |  |           |           |           |           |           |           |          |          |          |          |         |         |          |          |          |          |          |          |          |          | Ircano   | Ircano   | Ircano | Ircano | Ircano  | Ircano  |         |         |             |             |             |             |             |             |  |  |  |  |  |  |  |  |  |  |
| Onia IV  | Onia IV  | Onia IV  | Onia IV  | Onia IV  | Onia IV  |  |  |           |           |           |           |           |           |          |          |          |          |         |         |          |          |          |          |          |          |          |          | Ircano   | Ircano   | Ircano | Ircano | Ircano  | Ircano  |         |         |             |             |             |             |             |             |  |  |  |  |  |  |  |  |  |  |
|          |          |          |          |          |          |  |  |           |           |           |           |           |           |          |          |          |          |         |         |          |          |          |          |          |          |          |          |          |          |        |        |         |         |         |         |             |             |             |             |             |             |  |  |  |  |  |  |  |  |  |  |
| Chelkia  | Chelkia  | Chelkia  | Chelkia  | Chelkia  | Chelkia  |  |  | Anania    | Anania    | Anania    | Anania    | Anania    | Anania    |          |          |          |          |         |         |          |          |          |          |          |          |          |          |          |          |        |        |         |         |         |         |             |             |             |             |             |             |  |  |  |  |  |  |  |  |  |  |